# Othon III d'Anhalt-Bernbourg
Pour les articles homonymes, voir Othon III.
Othon III est un prince de la maison d'Ascanie mort le 27 février 1404. Il règne sur la principauté d'Anhalt-Bernbourg de 1374 à sa mort.

## Biographie
Othon III est le troisième fils du prince Bernard III d'Anhalt-Bernbourg et le seul issu de sa troisième femme Mathilde, fille de Magnus Ier de Brunswick-Wolfenbüttel. À la mort de son père, ce sont ses demi-frères aînés Bernard IV et Henri IV qui se succèdent au pouvoir avant qu'Othon puisse devenir prince à la mort d'Henri, en 1374.
À sa mort, son fils Othon IV lui succède conjointement avec Bernard V, le fils d'Henri IV.

## Mariage et descendance
Othon III se marie à deux reprises. Sa première épouse, inconnue, lui donne deux fils :
- Bernard VI (mort le 2 février 1468), prince d'Anhalt-Bernbourg ;
- Othon IV (mort le 1er mai 1415), prince d'Anhalt-Bernbourg.

Othon III se remarie avant 1391 avec Lutrudis (morte après le 2 juillet 1426), fille du comte Gebhard IV de Mansfeld-Querfurt. Ils ont une fille :
- Mathilde (morte avant 1432), épouse après 1413 le prince Georges Ier d'Anhalt-Dessau.